# Armadillidium maccagnoi
Armadillidium maccagnoi là một loài chân đều trong họ Armadillidiidae. Loài này được Arcangeli miêu tả khoa học năm 1960.